# Диоген Лаэртский
Диоге́н Лаэ́ртский (др.-греч. Δῑογένης ὁ Λᾱέρτιος) — позднеантичный историк философии, живший предположительно во II—III веках.

## Проблема личности
Никаких данных о личности и биографии Диогена Лаэртского не сохранилось. Неизвестны даже даты его жизни; приблизительная биографическая датировка возможна лишь на основании его сочинения и предположительно указывает на конец II — начало III века нашей эры.
Определено, что он жил после писателей Секста Эмпирика (I—III в.), Плутарха (около 46—127 годов) и Эпиктета (около 50—138 годов), которых Диоген упоминает, и до писателя Стефана Византийского (VI в.), который цитирует трактат Диогена.
У Диогена нет отсылок на греческих писателей 2-й половины II века, таких как Лукиан Самосатский, Полиэн, Павсаний (географ) или Афиней, упоминаний знаменитого римского императора-философа, покровителя греческой философии Марка Аврелия (правил в 161—180 годах), что говорит о том, что труд Диогена создан в 140—150-х годах. Ничего не говорит Диоген и о философах неоплатонической школы, возникшей в середине III века, — Плотине, Порфирии, Ямвлихе и других, следовательно, вряд ли труд Диогена был написан позднее середины III века.
Столь же загадочно и его географическое происхождение (возможно, он уроженец Киликийской Лаэрты).
Нельзя исключить, что мы имеем дело не с реальным именем, а с псевдонимом, заимствованным из гомеровского эпоса: и греч. διογενής (рождённый от Зевса), и др.-греч. Λᾱερτιάδης (сын Лаэрта) — эпитеты Одиссея.

## О жизни, учениях и изречениях знаменитых философов
Именем Диогена Лаэртского подписан эллинистический трактат римского времени, излагающий биографии и воззрения античных мыслителей, начиная с архаической эпохи (Фалес, Солон) и вплоть до конца III века до нашей эры.
Трактат написан для некоей неназванной по имени «истинной любительницы Платона» (III, 47). Отсутствие в посвящении имени женщины, которой посвящён трактат, может говорить об очень высоком положении этой женщины, а учитывая датировку трактата (140—150-е года), можно предполагать, что речь идёт о Фаустине Старшей — жене императора Антонина Пия, которая отличалась как мудростью, так и легкомыслием, что вполне соответствует трактату Диогена, совмещающего в себе важнейшие сведения о греческой философии с легкомысленными анекдотами о философах.
В самом начале сочинения Диоген приводит мнение, которое считает глубоко ошибочным, что занятия философией восходят к неэллинским жрецам древних для него религий. Первым философом Диоген называет Пифагора. Фалеса же, учителя Анаксимандра, он именует лишь мудрецом. Вообще же было два начала философии — ионийское и италийское. Философов он разделяет на скептиков (греч. ἐφεκτικοί) и догматиков (греч. δογματικοί).
Трактат состоит из 10 книг, включающих 82 биографии:
- 1 кн. Вступление: начало философии (Мусей, Лин), преемственности и школы в философии, мудрецы (Фалес, Солон, Хилон, Питтак, Биант Приенский, Клеобул, Периандр, Анахарсис, Мисон, Эпименид, Ферекид)

- 2 кн. Анаксимандр, Анаксимен, Анаксагор, Архелай, Сократ и другие философы — сократики, в том числе философы киренской, мегарской и эретрийской школ

- 3 кн. Платон

- 4 кн. Спевсипп, Карнеад, Ксенократ, Крантор, Аркесилай, Бион Борисфенит, Лакид из Кирены и другие философы — академики

- 5 кн. Аристотель и другие философы — перипатетики

- 6 кн. Антисфен, Диоген Синопский и другие философы — киники

- 7 кн. Зенон, Хрисипп и другие философы — стоики

- 8 кн. Пифагор, Эмпедокл, Филолай и другие философы — пифагорейцы

- 9 кн. Гераклит, Ксенофан, Левкипп, Демокрит, Парменид, Мелисс, Протагор, Пиррон и другие философы разных школ, в том числе элеаты, атомисты, софисты, скептики

- 10 кн. Эпикур и философы эпикурейской школы

Диоген не стремится ни к хронологической связности материала, ни к его систематическому изложению, ни даже к фактической достоверности, хотя излагает материал, в большинстве случаев, фактически достоверно, систематически и на протяжении первых семи книг хронологически связно. Важнейшим критерием для него, как и для многих других эллинистических авторов, является пестрота (греч. ποικιλία) — разнообразие и живость подачи сведений. Об одних философах (о Платоне, стоиках, скептиках, эпикурейцах) Диоген пишет достаточно подробно, о других — вскользь. Изложение воззрений мыслителей перемежается у него занятными биографическими анекдотами (в том числе и явно легендарными, и даже непристойными), фантастическими «письмами» философов известным историческим лицам, а также стихотворными эпиграммами, часто — довольно язвительными.
Несмотря на то, что метод и стиль Диогена весьма далек от современных представлений о научном изложении (однако сочинение его обильно снабжено современным научным аппаратом — ценнейшими ссылками, цитатами и библиографическими списками), историко-философская ценность его трактата велика. Мы находим у него, к примеру, целый ряд изречений Гераклита, неизвестных из других источников, уникальный список несохранившихся трудов Демокрита, ценные текстологические сведения о сочинениях Платона, достаточно внятное изложение логики и этики ранних стоиков. Кроме того, трактат Диогена сам по себе является важным памятником позднеантичного «пёстрого» стиля исторической мысли, стоящим в одном ряду с «Пирующими софистами» Афинея, «Пёстрыми рассказами» Элиана, «Строматами» Климента Александрийского, «Эклогами» Иоанна Стобея, «Аттическими ночами» Авла Геллия и «Сатурналиями» Макробия.